# Parafia Zwiastowania w Natick
Parafia Zwiastowania – parafia prawosławna w Natick. Jedna z pięciu parafii tworzących dekanat Massachusetts Archidiecezji Albańskiej Kościoła Prawosławnego w Ameryce.
Parafia powstała w 1919; jest to placówka duszpasterska o charakterze etnicznie albańskim, prowadzona jest przy niej szkoła niedzielna.